# فيليس أليسيا بيري
فيليس أليسيا بيري (بالإنجليزية: Phyllis Alesia Perry)‏ (1962)؛ صحفية وروائية أمريكية.